# La Magnéto belge
La Magnéto Belge est une ancienne usine de style Art déco tardif édifiée par l'architecte Léon Guiannotte sur le territoire de la commune de Forest à Bruxelles, en Belgique.

## Localisation
L'ancien établissement La Magnéto Belge se situe aux numéros 121-123-125-127 de la rue Marconi, au cœur d'un quartier au caractère industriel avec de petites entreprises (comme La Magnéto belge), des ateliers et un habitat modeste, comme les Habitations sociales Marconi.
On trouve également à proximité une école de  style Art nouveau, l'École Rodenbach édifiée en 1905-1911 par l'architecte Henri Jacobs.

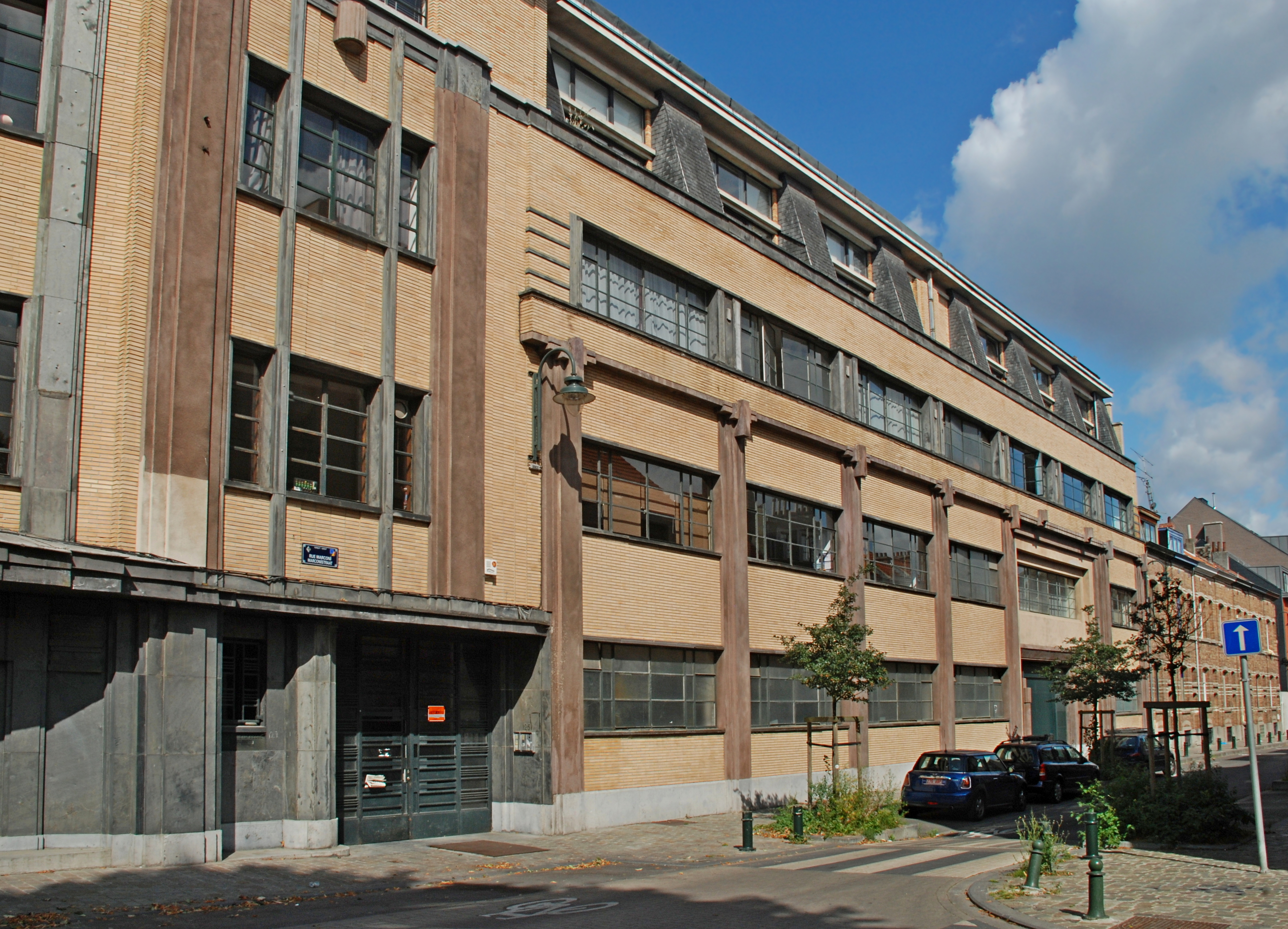
Vue oblique depuis la rue du Zodiaque.

## Historique

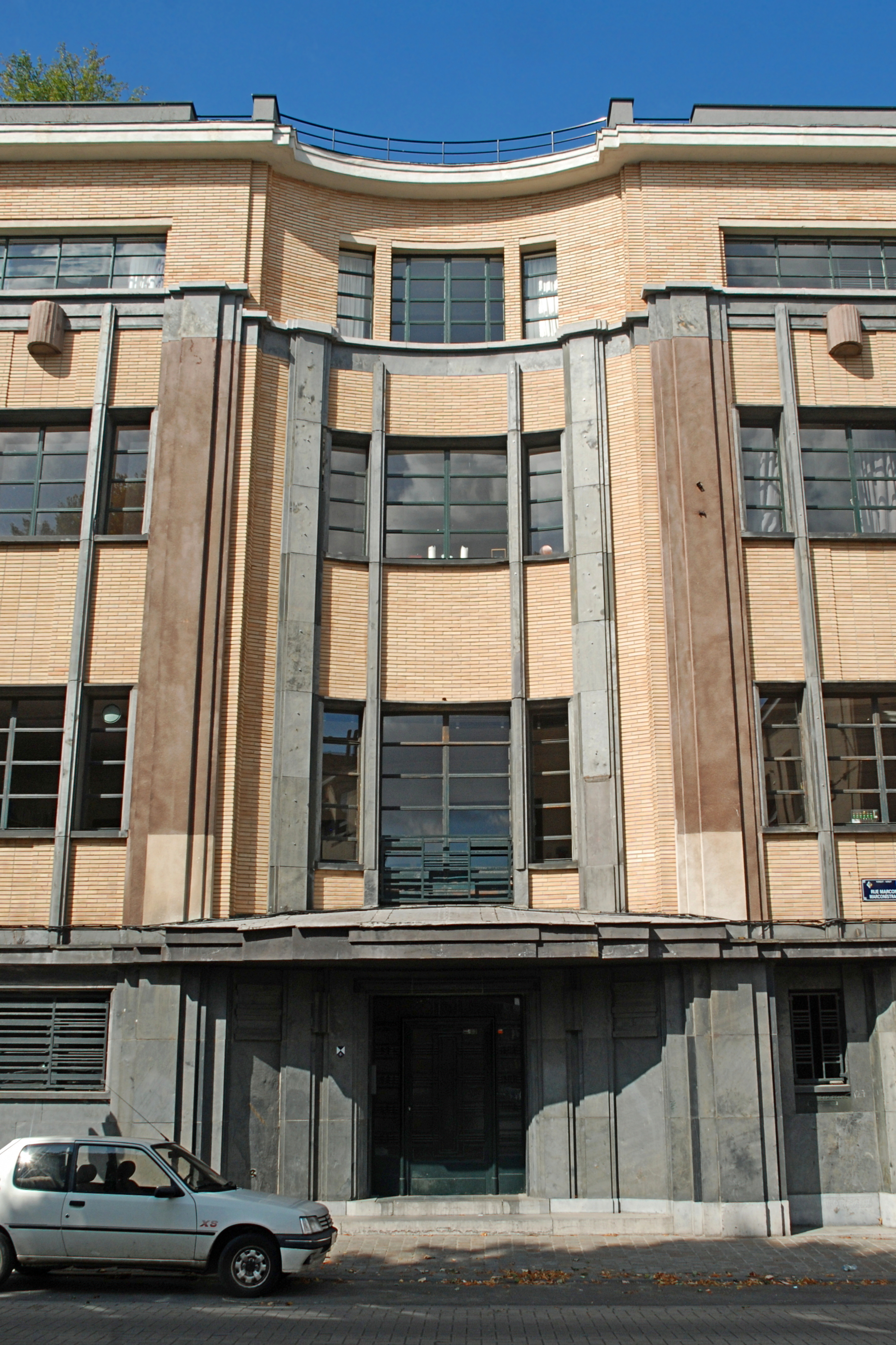
La travée d'entrée.

Le site est occupé jusqu'en 1920 par les ateliers de l'entreprise des Frères Van Neck, sculpteurs-ornemanistes.
Les bâtiments sont rachetés en 1920 par la société « La Magnéto », spécialisée dans la fabrication de moteurs électriques et de magnétos d'allumage,, (génératrices).
L'entreprise est rebaptisée « La Magnéto Belge » avant 1940.
Durant la Seconde Guerre mondiale, l'entreprise s'oriente vers la production de moteurs pour avions et fait construire en 1941-1942 l'usine que l'on peut encore voir maintenant, en confiant les plans à l'architecte Léon Guiannotte,,, un des auteurs en 1935 de l'église de l'Altitude 100 toute proche,.
L'usine est transformée en 1946 par l'architecte Robert Blampain, qui ajoute un quatrième niveau en retrait qui n'apparaît effectivement pas sur les plans établis par Guiannotte en 1941.
Après avoir réorienté sa production vers des machines à couper le pain et des équipements pour cuisines collectives, l'usine est désaffectée à partir de 1975 . Le bâtiment connaît un projet de rénovation non abouti en 1981, est réaffecté à la fin des années 1990 en logements, ateliers d'artistes et bureaux (dont ceux d'un importateur de pistaches). Un Bed and Breakfast s'y installe en 2012.

## Protection
L'édifice n'est pas classé mais il est inscrit sur la liste de sauvegarde de la Région de Bruxelles-Capitale depuis le 10 septembre 1998,.

## Architecture
« Guiannotte a conçu un édifice de style Art déco, à la façade monumentale, dont l'entrée, soulignée par la forme de la travée médiane, est située dans l'axe de la rue du Zodiaque ».

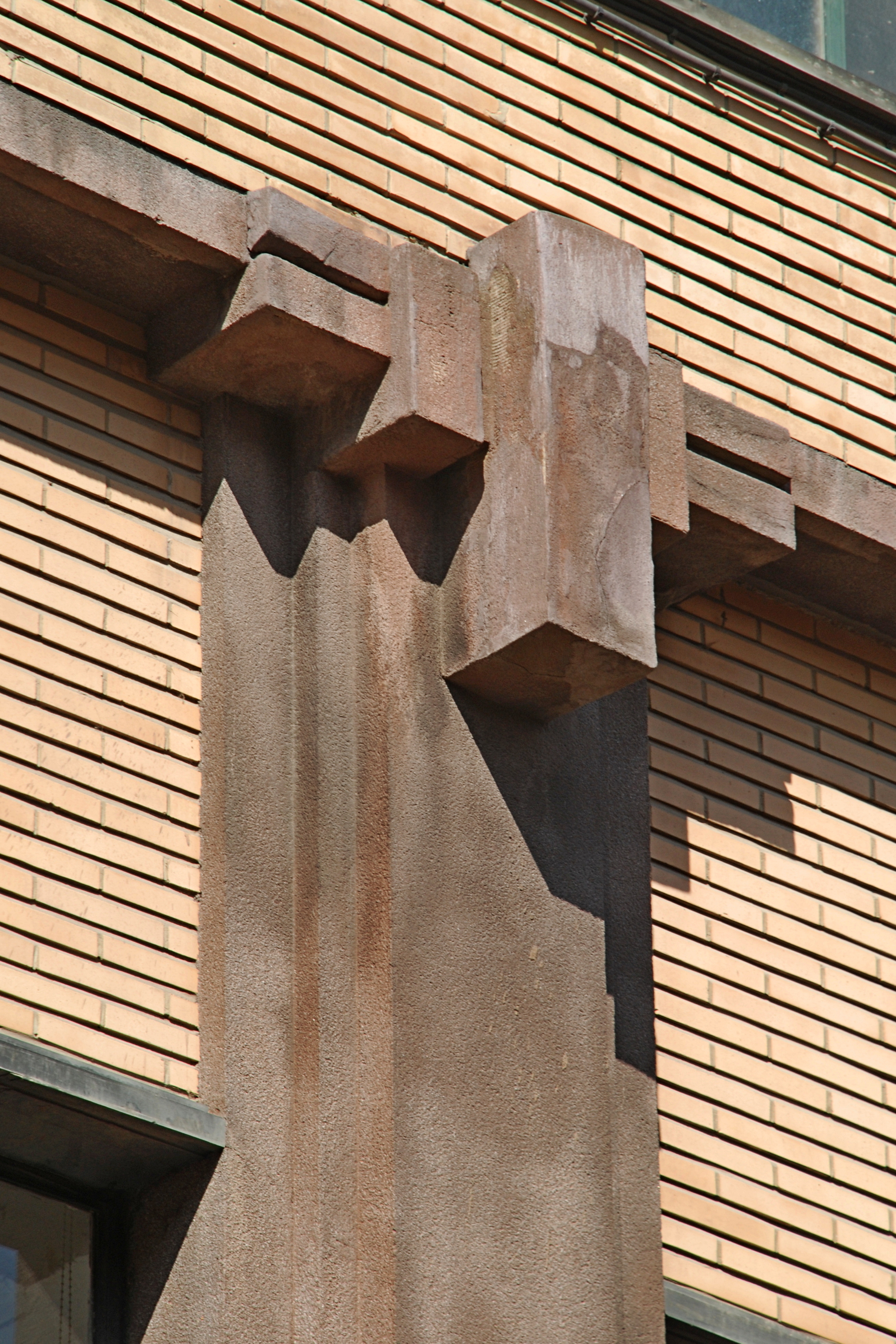
Chapiteau aux motifs géométriques saillants.

Le bâtiment développe sur la rue Marconi une longue façade de dix travées. Cette façade affiche clairement sa vocation industrielle, avec ses grandes baies rectangulaires aux châssis métalliques qui laissaient largement entrer la lumière dans les anciens ateliers.
La façade de briques vernissées jaunes, fortement asymétrique, présente deux parties très différentes : une aile administrative à gauche et une aile industrielle à droite.
À gauche, l'aile administrative abritait la direction et les bureaux. Plus courte, elle comporte deux travées droites qui entourent une travée concave qui intègre la porte d'entrée. Les deux travées plates sont cantonnées chacune de deux hauts pilastres d'ordre colossal dont la couleur brune tranche avec la couleur grise des chapiteaux cubiques en pierre bleue qui les surmontent, tandis que la travée concave est entourée de deux pilastres en pierre bleue. L'élan vertical de l'ensemble est encore renforcé par six pilastres gris très fins. Le rez-de chaussée de cette partie gauche est paré de pierre bleue (petit granit) et intègre la porte d'entrée, réalisée en fer forgé, ainsi qu'une porte de garage.
À droite, l'aile industrielle abritait les ateliers. Plus basse mais plus longue, elle comporte sept travées si on compte les fenêtres du deuxième étage, mais seulement six aux niveaux inférieurs. Elle est entièrement réalisée en briques y compris le rez-de chaussée, à l'exception du soubassement en pierre bleue. Elle est rythmée, au niveau du rez et du premier étage, par des pilastres bruns dont les chapiteaux aux motifs géométriques saillants portent une corniche qui souligne le deuxième étage, percé de sept fenêtres aux châssis métalliques réunies par leur encadrement de pierre bleue.

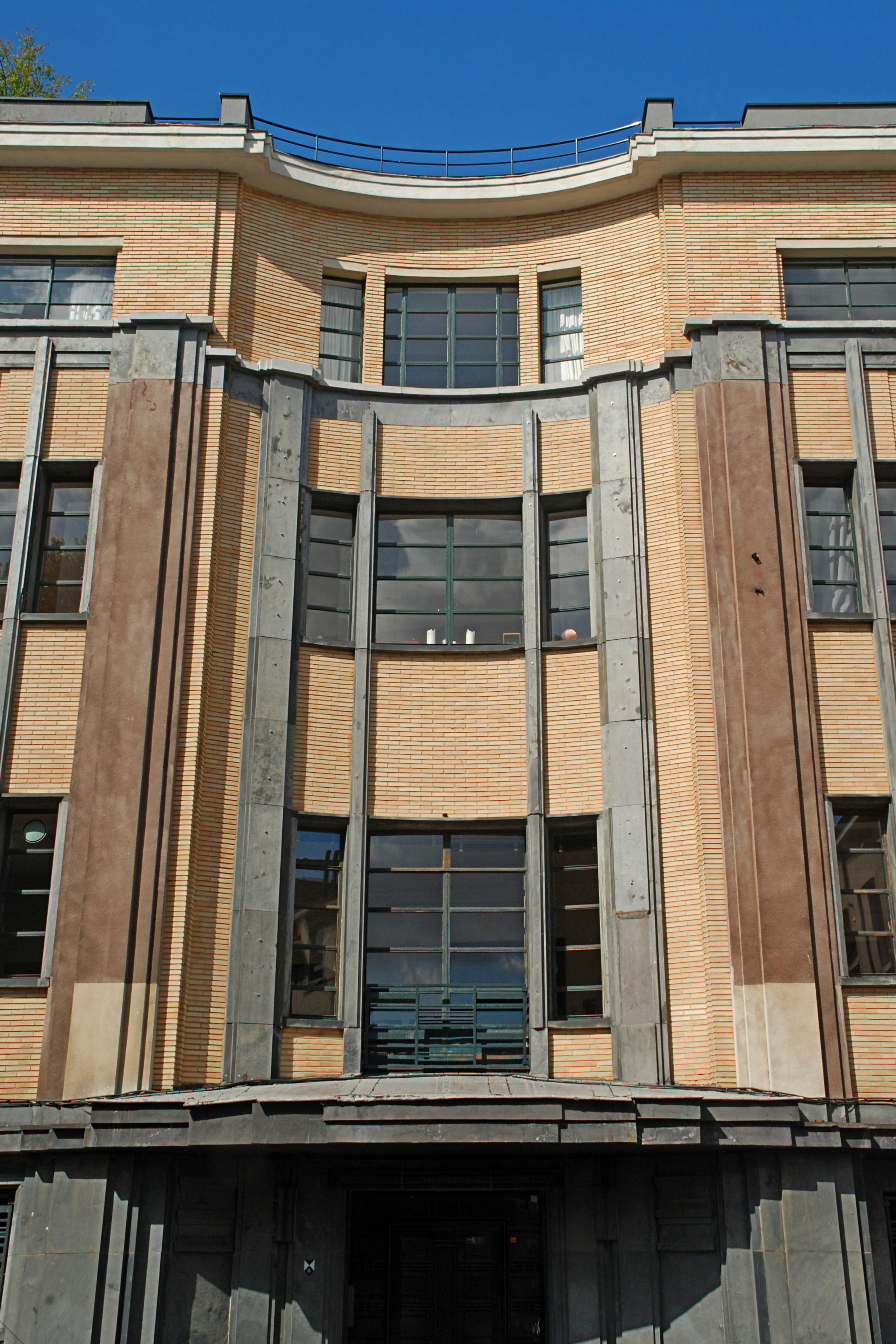
Détail de la travée d'entrée.
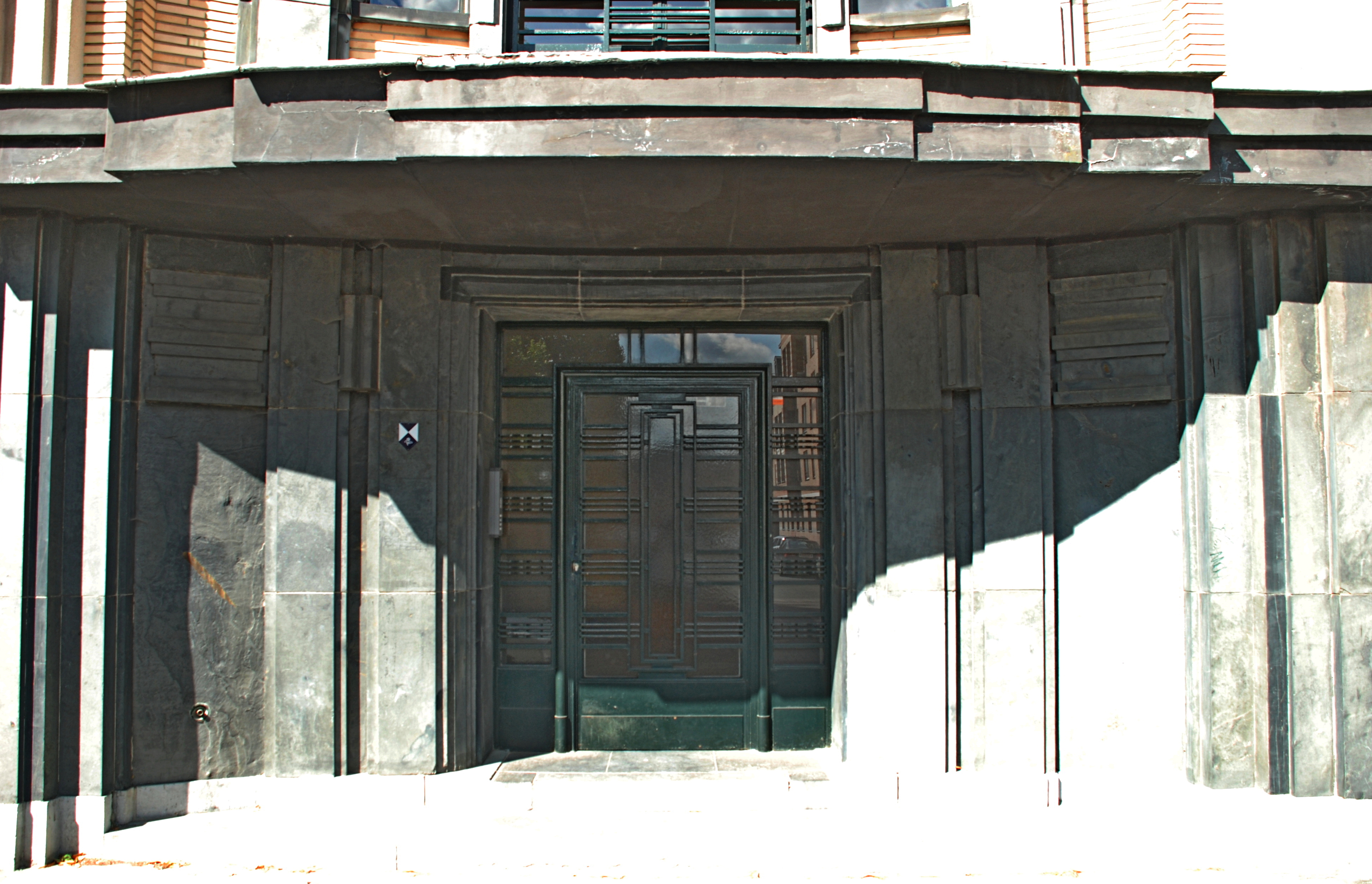
Porte d'entrée.
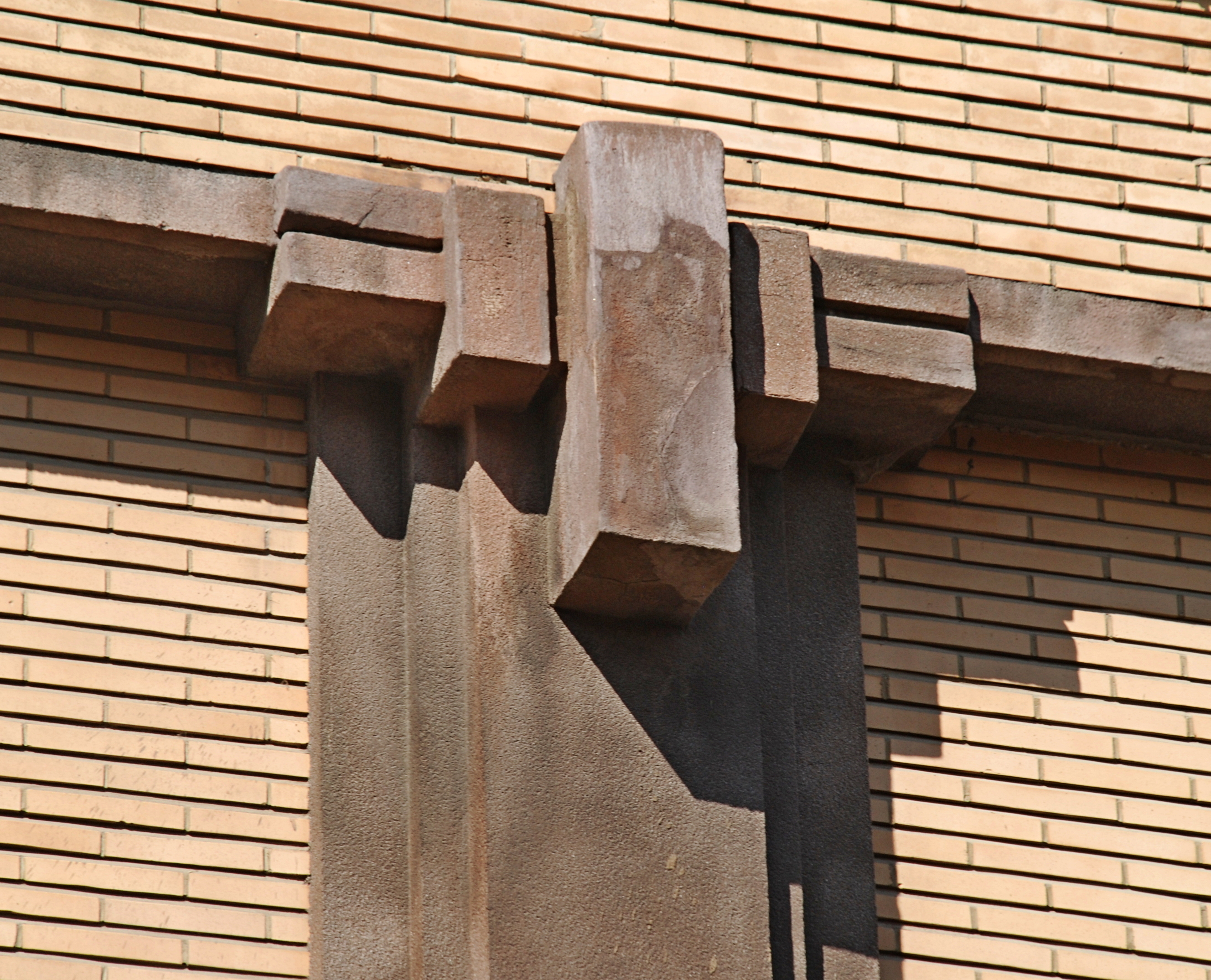
Chapiteau géométrique.